# Шимонович, Шимон

Герб Шимоновича — разновидность герба Косцеша.

Шимо́н Шимоно́вич, Симонидес ( 24 октября 1558, Львов — 5 мая 1629, Черненцин) — польский поэт, филолог и деятель культуры. Один из основателей Замойской академии.

## Биография
Шимон Шимонович родился во Львове в армянской семье, был сыном львовского райцы, потом был нобилитирован.
С 1575 года учился в Краковском университете, позднее — в Бельгии и Франции. После возвращения на родину, длительное время занимался частной педагогической практикой. Среди его учеников были поэт и юрист Томаш Дрезнер, краковский каштелян Яков Собеский, великий канцлер и воевода киевский Томаш Замойский, поэт Ян Урсин. Был секретарем у Яна Замойского.
Шимонович был одним из основателей, директором наук и инспектором Замойской академии, где принимал активное участие в подборе профессоров кафедр. Способствовал созданию «русской типографии» для издання книг на славянских языках и был организатором библиотеки при Замойской академии. Умер в 1629 году в селе Чернечин, недалеко от Замостья.
Шимонович подарил участок земли для городской больницы во Львове.

## Литературная деятельность
Стал основоположником нового для польской литературы жанра русинских песен «селянок» (1614), в которых обращался к жизни простых людей, передавал национальный колорит, картины крестьянской жизни. В идиллии «Жницы» — по мнению Адама Мицкевича «самой народной и правдивой», Шимонович передал всю тяжесть подневольного крестьянского труда.
Шимонович ценил познавательные возможности человеческого разума, выступал за развитие светской науки и полемизировал с теми, кто отрицал её значение. Шимоновича волновала проблема неравенства селян, которые, как он считал, были фундаментом государства; выступал также за уравнении в правах разных слоев населения — мещан, ремесленников, купцов.
Шимонович писал панегирики, драмы, оды, эпиталамы.
Идиллии Шимоновича пользовались большой популярностью не только на его родине, где он получил прозвище «польского Пиндара», но и в Европе. Труды Шимоновича вызывали много подражаний. Наиболее значительным его последователем был Ян Гавиньский.

## Критика
Высоко ценили поэта-гуманиста польский поет Бартош Папроцкий и зарубежные философы и ученые: Юст Липсий, Георгий Дуза, профессор Лейденского университета Иосиф Скалигер. Последний писал, что Шимонович превзошёл в поэтическом мастерстве даже античных поэтов.